# 城关乡 (新郑市)
城关乡，是中华人民共和国河南省郑州市新郑市下辖的一个乡镇级行政单位。

## 行政区划
城关乡下辖以下地区：
大周庄村、胡庄村、端庄村、乔庄村、沟张村、西贾庄村、敬楼村、东郭寺村、薛庄村、高皮匠村、小占庄村、张庄村、官刘庄村和王刘庄村。